# Choloepus hoffmanni
Il bradipo didattilo di Hoffmann (Choloepus hoffmanni Peters, 1858) è un mammifero appartenente alla famiglia Megalonychidae diffuso nell'America centro-meridionale.

## Descrizione
Lo stomaco dei bradipi didattili è suddiviso in scomparti, similmente a quello dei ruminanti: per digerire un singolo pasto il bradipo può impiegare anche un mese, e circa due terzi del peso totale di un colepo di Hoffman sono costituiti dal bolo alimentare nel suo apparato digerente. Questa lentezza è una conseguenza della dieta estremamente povera di carboidrati del bradipo, che si ciba essenzialmente di foglie.

## Biologia
Di norma è un animale solitario, anche se le femmine possono vivere in gruppi. I maschi, comunque, sono sempre solitari ed in netta minoranza rispetto alle femmine (rapporto di 11 femmine per ogni maschio).
È un animale strettamente notturno che si muove dopo il calare del sole: passa praticamente tutta la vita appeso a testa in giù in quanto mangia, si accoppia e partorisce in questa posizione. L'unico momento in cui cambia posizione è durante la defecazione, quando scende dall'albero. A causa del metabolismo estremamente lento, un bradipo scende a terra per defecare all'incirca una volta ogni 5 giorni.
Come tutti i bradipi, la vista e l'udito sono molto scarsi, lasciando il posto a odorato e tatto che sono estremamente fini ed adatti a trovare il cibo adatto.
Il bradipo non ha molti predatori, visto che le cime degli alberi sono difficilmente accessibili alla maggior parte dei predatori terrestri: tuttavia, può cadere vittima di anaconda o rapaci. Se attaccato, spesso rimane immobile o si appallottola, ma può anche usare gli unghioni come formidabile arma di difesa.

### Riproduzione
L'accoppiamento avviene a testa in giù: la femmina partorisce dopo undici mesi e mezzo di gestazione un piccolo già provvisto di pelo ed unghioni, che succhierà il suo latte fino a nove mesi, ma rimarrà con lei almeno altri due anni.
I giovani colepi di Hoffmann raggiungono la maturità sessuale a quattro o cinque anni.

## Distribuzione e habitat
Il suo areale si estende dal Nicaragua alla Bolivia. Vive nella volta della foresta pluviale.